# 邁西克 (諾維布格區)
47°42′18″N 32°12′12″E / 47.70500°N 32.20333°E
邁西克（烏克蘭語：Майське），是烏克蘭南部的村莊，隸屬尼古拉耶夫州的巴什坦卡區。該村面積0.19平方公里，海拔高度95米，2001年人口9，人口密度每平方公里47.4人。